# Colores panárabes

Bandera de la rebelión árabe.

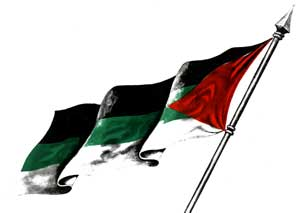
Dibujo de la bandera de la rebelión árabe.

Los colores panárabes son el rojo, negro, blanco, y verde. Se los llama así, por ser los usados por el rey de Hiyaz (actualmente parte de Arabia Saudita) en la bandera que enarboló durante la llamada Rebelión Árabe contra el dominio turco en 1917. 
Los tres primeros colores se encuentran en las banderas de Egipto y Yemen; junto con el verde también se encuentra en las banderas de Irak, Jordania, Kuwait, Palestina, Somalilandia, Libia, Sudán, Siria, Emiratos Árabes Unidos, y la República Árabe Saharaui Democrática o también conocida cómo Sáhara Occidental. Otros países árabes, aunque a veces no utilizan todos los colores panárabes, utilizan algunos de ellos en otras combinaciones: por ejemplo las banderas de Argelia y Líbano utilizan el verde, blanco y rojo, pero no así el color negro.
Se cree que cada color de los cuatro colores panárabes representa a alguno de los familiares del profeta Mahoma que ocuparon el poder a lo largo de la historia de la conquista islámica. También derivaron su potencia de un verso del poeta iraquí del siglo XIV Safi al-Din al-Hilli: "Blancos son nuestros actos, negras nuestras batallas, verdes nuestros campos y rojas nuestras espadas".
Así, el blanco sería el color del estandarte de Qusay, antepasado de Mahoma, y se considera el color de los Omeyas de Damasco y de los almohades.
El rojo fue utilizado por el segundo sucesor y suegro de Mahoma, Omar (634-644), y posteriormente se identificó con la rama religiosa de los "puros" o jariyitas, separados de la ortodoxia y predominantes en los estados del Golfo Pérsico. También ha sido siempre el color de los guardianes de La Meca, los hachemitas, actualmente la dinastía reinante en Jordania. Desde el siglo XII fue adoptado por los turcos otomanos.
El negro es el color que cubre la Kaaba, la Piedra Negra objeto de veneración y peregrinación en La Meca. Fue la insignia de la dinastía Abasida y de los almorávides.
El verde está considerado como el color propio de Mahoma, por ser el de su turbante, que agitaba en el combate para animar a los suyos, y es el que comúnmente se identifica con el islam en su conjunto. Más propiamente, es el color con el que se identifica a la dinastía Fatimida, que llegó a gobernar sobre todo el Norte de África.
En cualquier caso, todas las referencias al uso de los colores por Mahoma y sus descendientes están basadas en datos confusos, cambiantes y contradictorios, debido fundamentalmente al hecho de que la idea de identificar inequívocamente a un Estado, un territorio, una dinastía o cualquier otra entidad mediante banderas, colores o distintivos de cualquier tipo es un concepto moderno que no estaba en la mente de los musulmanes medievales. Por ello, no era extraño que un mismo ejército pudiese marchar bajo estandartes de un color en un momento, y de distinto color en otra ocasión.

## Banderas actuales con colores panárabes

Egipto
Irak
Jordania
Kuwait
Palestina
Somalilandia
Sudán
Siria
Emiratos Árabes Unidos
República Árabe Saharaui Democrática/Sáhara Occidental
Yemen
Libia
Bandera de los separatistas árabes de Ahwaz en Irán
Bandera del Consejo Nacional de Ahwaz de los árabes iraníes en el exilio

## Antiguas banderas con colores panárabes

La Federación de Repúblicas Árabes (Egipto (1972-1984), Siria (1972-1980), y Libia (1972-1977))
Libia (1969-1977)
Libia (1977-2011)
Reino de Irak (1921-1959)
Irak (1959-1963)
Irak (1963-1991) y Siria (1963-1972)
Irak baazista (1991-2004)
Irak baazista (2004-2008)
República Árabe Unida (1958-1961)
República Árabe de Yemen (1962-1990)
República Popular Democrática de Yemen (1945-1990)
Federación Árabe de Irak y Jordania (1958)
Reino de Siria (1919-1920)
Siria (1932-1958; 1961-1963)
Afganistán (2004-2021)
Siria baazista (1980-2024)